# 미국 궤도 부분

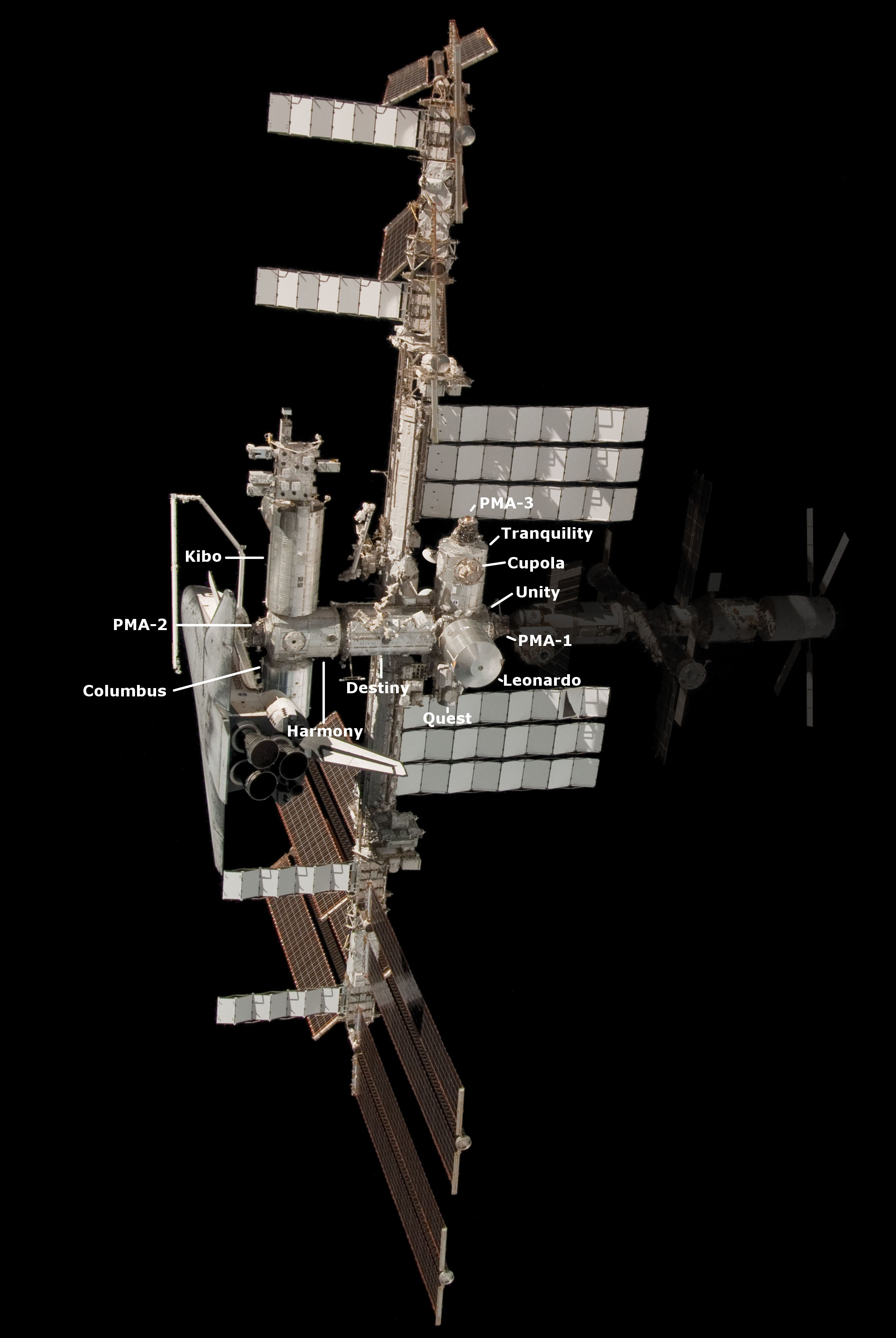
우주왕복선이 도킹한 상태의 미국 궤도 부분.

미국 궤도 부분(US Orbital Segment, USOS)은 국제우주정거장에서 미국 항공 우주국의 주도로 조립 및 관리하는 부분을 통칭하며, 유럽 우주국, 캐나다 우주국, 일본 우주항공연구개발기구가 운용에 참여하고 있다. 현재 미국 궤도 부분에는 가압 모듈 11개를 포함해 여러 부품이 속해 있다.
미국 궤도 부분은 미국 휴스턴의 존슨 우주 센터와 헌츠빌의 마셜 우주 비행 센터, 독일 오베르파펜호펜의 콜롬버스 관제 센터, 일본 쓰쿠바의 쓰쿠바 우주 센터 등 다양한 곳에서 관제하고 있다. 미국 궤도 부분은 궤도 조정과 생명 유지 등 일부 기능을 러시아 궤도 부분에서 의존하고 있다.

## 모듈

2022년 12월 기준 국제우주정거장의 구성.

미국 궤도 부분에는 가압 상태의 모듈 11개가 있으며, 이 중 8개는 승무원의 거주용이고 3개는 연결 노드이다. 연결 노드에는 모듈 간 연결과 외부 우주선과의 연결을 위한 도킹 포트가 있다.

### 노드
노드 각각에는 공통 정박 장치(CBM)라고 부르는 도킹 포트가 있으며, 노드 셋에는 각각 둘레에 4개, 양 끝에 2개, 총 6개의 도킹 포트가 있다. 노드의 18개 포트를 제외하고 모듈에도 별도로 도킹 포트가 있는데, 주로 모듈끼리 결합하는 데 사용하며 이론적으로 보급선의 도킹에도 사용할 수 있다. 또한 공통 정박 장치의 포트에 결합하는 가압 결합 어댑터(PMA) 2개가 있으며, 가압 결합 어댑터는 소유스, 프로그레스, ATM, 우주 왕복선의 도킹에 사용한다.

#### 유니티
미국 궤도 부분 최초의 가압부는 유니티 모듈이다. 유니티 모듈의 뒤쪽에는 1번 가압 결합 어댑터(PMA-1)가 있으며, PMA-1을 통해 유니티와 러시아 궤도 부분이 연결된다. 오른쪽에는 퀘스트 에어락, 왼쪽에는 트랜퀄리티 모듈, 천정 쪽에는 Z1 트러스가 결합되어 있다. 앞쪽에 붙어 있는 데스티니 모듈을 통해 미국 궤도 부분의 나머지 모듈과 연결되어 있다. 유니티는 국제우주정거장의 승무원들이 식사를 하거나 휴식 시간을 보내는 데 사용하기도 한다. 유니티 모듈은 1998년 12월 6일 STS-88 임무를 통해 발사되었다.

#### 하모니
하모니 모듈은 미국 궤도 부분 중심의 연결 노드로, 앞쪽으로는 데스티니 모듈, 오른쪽에는 키보 모듈, 왼쪽에는 콜롬버스 모듈이 연결되어 있다. 천정 및 천저 도킹 포트는 우주 스테이션 보급기(HTV), 드래곤, 시그너스 보급선의 도킹에 사용한다. 하모니 모듈의 앞쪽에 있는 PMA-2는 과거에 우주왕복선의 도킹에 사용했으며, 미래의 우주선에 사용할 계획이 있다. 2016년 7월 18일 스페이스X CRS-9를 통해 국제 도킹 어댑터를 발사하였는데, 이는 왕복선용 APAS-95를 NASA 도킹 시스템으로 바꾸어 미래의 드래곤 2호와 보잉 CST-100 스타라이너에 사용하기 위해서이다. 하모니 모듈은 2007년 10월 23일 STS-120 임무에 실려 정거장으로 올려졌다.

#### 트랜퀄리티
트랜퀄리티 모듈에는 미국 궤도 부분의 생명 유지 시스템이 실려 있다. 트랜퀄리티 모듈의 천저 포트에는 큐폴라 모듈이, 앞쪽 포트에는 레오나르도 모듈이 연결되어 있다. 트랜퀄리티의 앞쪽 포트는 정거장의 트러스에 막혀 있고, 뒤쪽 포트는 사용할 수 있게끔 뚫려 있다. 천정 포트에는 모듈에서 사용하는 여러 장비가 있으며, 오른쪽 포트에는 유니티 모듈이 연결되어 있다. 왼쪽 포트에는 이전에 우주왕복선 도킹 예비용인 PMA-3가 있었으며, 현재는 스페이스X CRS-18을 통해 IDA-3가 연결되어 크루 드래곤과 보잉 스타라이너 도킹용으로 사용한다. 트랜퀄리티 모듈은 2010년 2월 큐폴라 모듈과 함께 STS-130 임무를 통해 정거장에 도착했다.

### 실험실

#### 데스티니
데스티니 모듈은 미국이 제작한 실험실 모듈로, 의학, 공학, 생명과학, 물리학, 재료공학, 지구과학 연구가 이루어지며, 예비용 로봇 작업 설비도 설치되어 있다. 데스티니 모듈은 2001년 2월 7일 STS-98 임무로 발사되었으며, 미국 궤도 부분 최초의 실험실 모듈이다. 데스티니 모듈은 존슨 우주 센터와 마셜 우주 비행 센터에서 관제한다.

#### 콜롬버스
콜롬버스 모듈은 유럽 우주국이 제조한 실험실 모듈이다. 유체역학, 생물학, 의학, 재료공학, 지구과학 연구가 이루어지며, 외부에 있는 실험 장치 적재대 4곳에서는 진공을 이용한 실험을 진행한다. 콜롬버스 모듈은 2008년 2월 7일 STS-120 임무를 통해 정거장으로 옮겨졌다. 콜롬버스 모듈의 관제는 독일의 콜롬버스 관제 센터에서 맡는다.

#### 키보

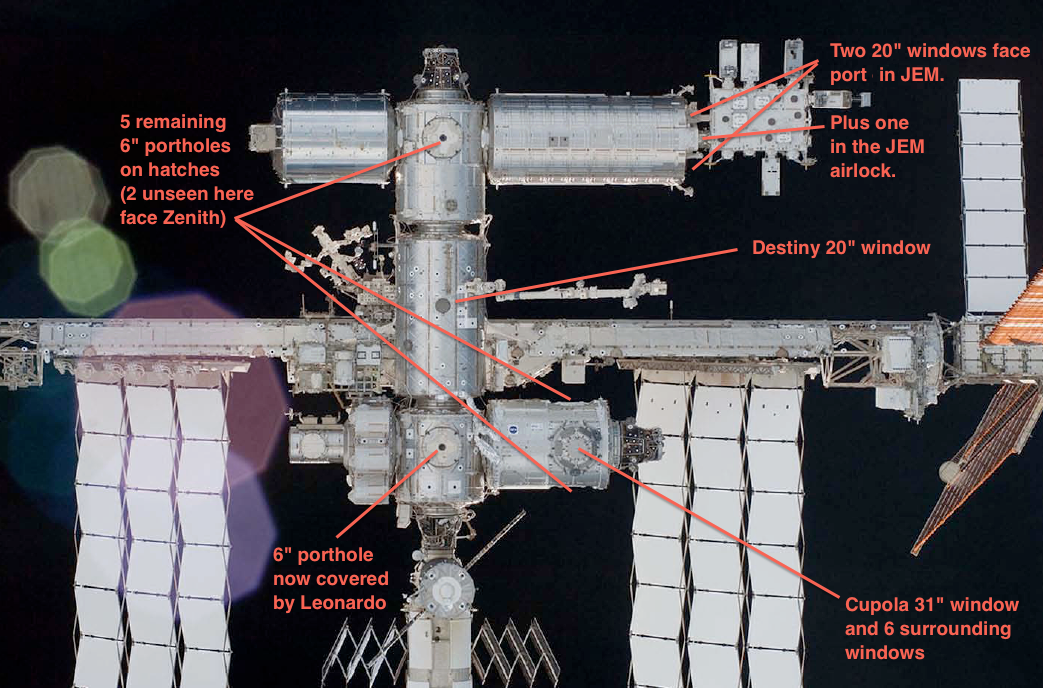
국제우주정거장 미국 궤도 부분의 창문 위치.

키보 모듈은 미국 궤도 부분의 일본 담당 모듈로, 실험실, 가압 보관실, 외부 실험 플랫폼, 로봇 팔 2개로 구성되어 있다. 키보 모듈에는 작은 에어락이 있어, 화물을 외부의 로봇 팔이나 우주 유영 중인 우주 비행사에게 넘길 수 있게 되어 있다. 로봇 팔은 모듈 내부에서 조종한다. 실험실은 의학, 공학, 생명공학, 물리학, 재료공학, 지구과학 등을 연구한다.
가압 보관실은 2008년 3월 STS-123에 실려 국제우주정거장에 최초로 도착하였으며, 키보 모듈 본체는 2008년 5월 STS-124에 실려서, 외부 설비는 2009년 7월 STS-127에 실려서 정거장에 설치되었다. 일본 쓰쿠바 쓰쿠바 우주 센터에 있는 관제소가 키보 모듈의 통제를 맡고 있다.

### 기타 모듈

#### 퀘스트

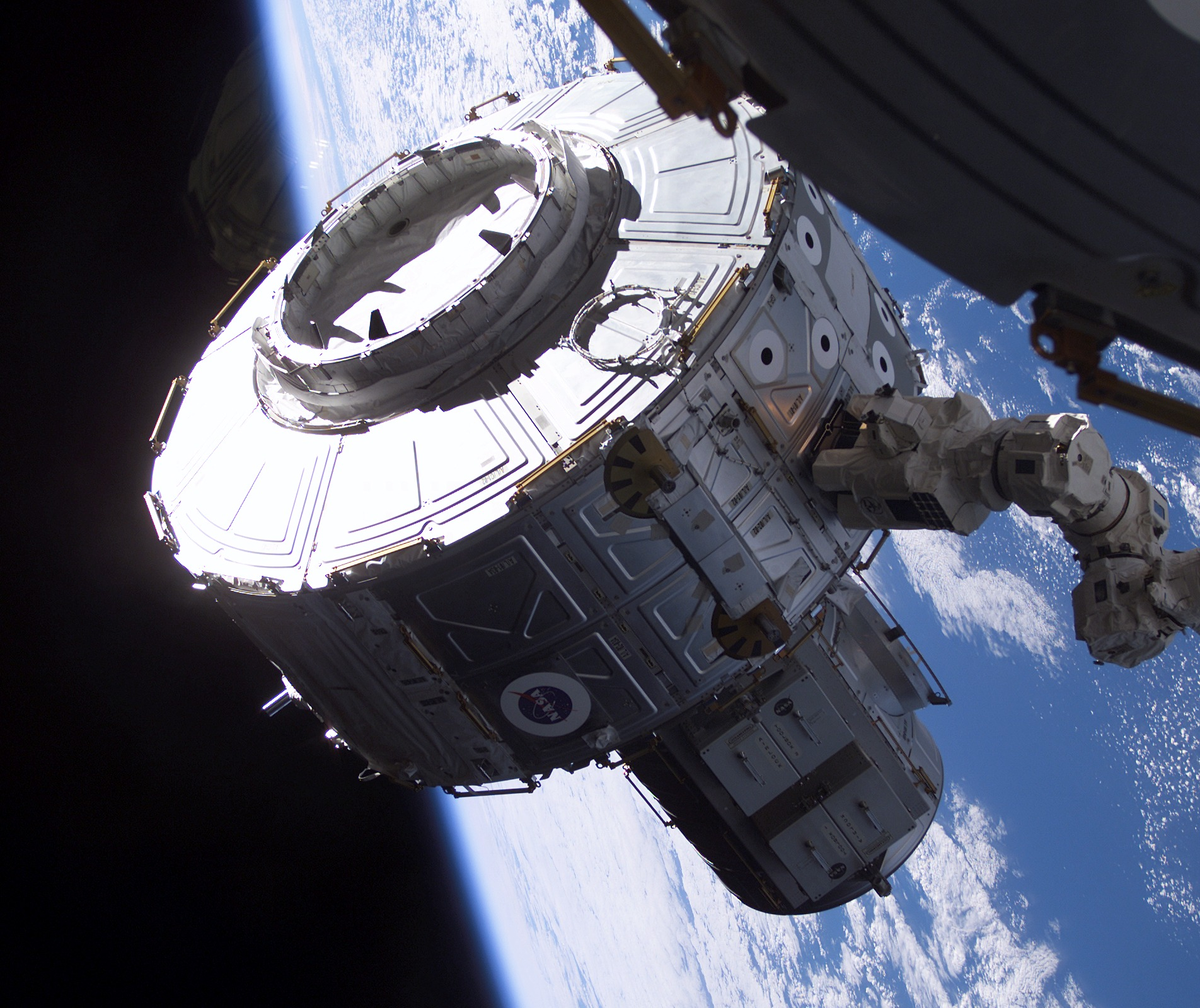
퀘스트 에어락의 모습.

퀘스트 합동 에어락은 미국 궤도 부분에서 선외활동을 할 때 사용한다. 퀘스트 에어락은 장비부와 승무원부로 나뉘는데, 장비부에는 우주복이 보관되어 승무원들이 선외활동을 준비하는 공간이고, 승무원부는 선외활동을 위해 감압이 이루어지는 곳이다. 퀘스트 에어락은 2001년 7월 STS-104 임무를 통해 설치되었다.

#### 레오나르도
영구 다목적 모듈(PMM)이라고도 부르는 레오나르도 모듈은 국제우주정거장의 저장고로 사용하는 모듈로, 트랜퀄리티 모듈의 앞쪽에 연결되어 있다. 레오나르도 모듈은 당초 다목적 보급 모듈(MPLM)로서 제작되다 궤도 운용 기간을 늘릴 수 있게끔 설계가 변경되어, 2011년 초 STS-133에 실려 발사되었다.

#### 큐폴라
큐폴라 모듈은 트랜퀄리티 모듈에 부착된, 창문이 7개 달린 모듈로, 지구 관측과 운동에 사용된다. 창문 7개에는 모두 덮개가 있는데, 지구 관측이 이루어지지 않을 때는 정거장을 우주 쓰레기와의 충돌에서 보호하기 위해 덮개가 닫힌다. 큐폴라 모듈은 트랜퀄리티 모듈과 함께 2010년 2월 STS-130 임무를 통해 궤도로 올려졌다.

#### 비글로 가팽창 활동 모듈
비글로 가팽창 활동 모듈은 비글로 에어로스페이스에서 NASA와의 계약을 통해 개발한 팽창식 거주 모듈로, 2016년 4월 10일 정거장에 도착하여 16일 결합이 이루어졌고, 5월 28일 팽창되었다.

#### 가압 결합 어댑터
가압 결합 어댑터(PMA)는 공통 정박 장치를 우주왕복선과 러시아 궤도 부분이 사용하는 양성 말단 부착 시스템(APAS-95)로 바꾸어 주어, 미국 궤도 부분의 도킹 포트 역할을 한다. 현재 PMA-1은 유니티 모듈과 자랴 모듈을 연결하는 데 쓰이고 있고, PMA-2와 PMA-3은 각각 하모니 모듈의 앞쪽과 천저 쪽에 위치한다. PMA-2는 우주왕복선이 주로 도킹하는 포트로 쓰였고, PMA-3는 예비용으로 존재하며 실제 사용된 적은 몇 번 없다.
우주왕복선의 퇴역 및 상업 우주 계획의 도래로 NASA는 PMA-2와 PMA-3를 NASA 도킹 시스템으로 바꿔주는 국제 도킹 어댑터(IDA)를 제작하였다. IDA-1은 원래 PMA-2와 결합할 예정이었지만 스페이스X CRS-7 발사 실패로 파괴되어, 스페이스X CRS-9에 실린 IDA-2가 PMA-2에 결합하였고, 스페이스X CRS-18에 실린 IDA-3이 PMA-3에 결합하였다.
PMA-1과 PMA-2는 1998년 12월 STS-88 임무에서 유니티 모듈과 함께 정거장으로 운송되었다. PMA-3은 2000년 10월 11일 STS-92 임무를 통해 옮겨졌다.

## 외부 구조

### 종합 트러스 구조
종합 트러스 구조(ITS)는 국제우주정거장의 외부에 장비를 탑재하고 있으며, 트러스의 각 부분에는 왼쪽이면 P→Port Side - 좌현, 오른쪽이면 S→Starboard side - 우현로 약자가 매겨져 있고, 몇 번째 트러스인지가 번호로 나타내어져 있다. 트러스 구조 본체는 좌우 및 가운데 부분에 4개씩, 총 트러스 12개로 이루어져 있으며, 데스티니 모듈의 접합부와 연결되어 있다. 13번째 트러스인 Z1→Zenith - 천정 트러스는 유니티 모듈에 연결되어 있으며, 기존에는 P6 태양 전지판을 연결해 미국 궤도 부분에 전기를 공급하였고, 현재는 Ku 밴드 안테나와 데이터 및 전력 케이블을 정거장 외부에 거치하는 역할을 한다.
종합 트러스 구조는 스테인리스강, 타이타늄, 알루미늄으로 만들어져 있다. 총 길이는 약 110미터이며, 태양 전지판 묶음 4개가 연결되어 있다. 각 전지판 묶음에는 전지판 4개가 있으며, 모든 전지판 각각에는 냉각 시스템과 방열기가 달려 있어 전력 공급 장치를 냉각시킨다. 종합 트러스 구조에는 펌프, 방열기, 암모니아 및 질소 탱크가 각각 2개씩 있어, 정거장 전체의 냉각도 담당하고 있다. 트러스 구조에는 탑재물을 연결할 수 있는 지점이 여러 개 있으며, 외부 적재대, ExPRESS 보급 캐리어, 알파 자기 분광계, 캐나다암2가 달린 이동 기반 시스템이 이 지점을 통해 연결되어 있다.
Z1 트러스가 2000년 10월 STS-92 임무를 통해 최초로 정거장에 도착했으며, P6 트러스는 2000년 12월 STS-97이 옮겼다. S0 트러스는 STS-110, S1 트러스는 STS-112, P1 트러스는 STS-113, P3 및 P4 트러스는 STS-115, P5 트러스는 STS-116, S3 및 S4 트러스는 STS-117, S5 트러스는 STS-118을 통해 정거장으로 운송되었다. 마지막 트러스인 S6 트러스는 STS-119가 옮겼다.

### 외부 적재대
외부 적재대(ESP)는 정거장의 궤도 교체 단위(ORU)를 보관하는 적재대로, 궤도 교체 단위에 전력을 공급하지만 명령이나 데이터 처리를 하지는 못한다. 1번 외부 적재대는 데스티니 좌현에 있으며 2001년 3월 STS-102 임무로 운송되었고, 2번 적재대는 퀘스트 에어락의 좌현에 있으며 2005년 STS-114가 가져왔으며, 3번 적재대는 S3 트러스에 있으며 2007년 8월 STS-118을 통해 옮겨졌다.

### ExPRESS 보급 캐리어

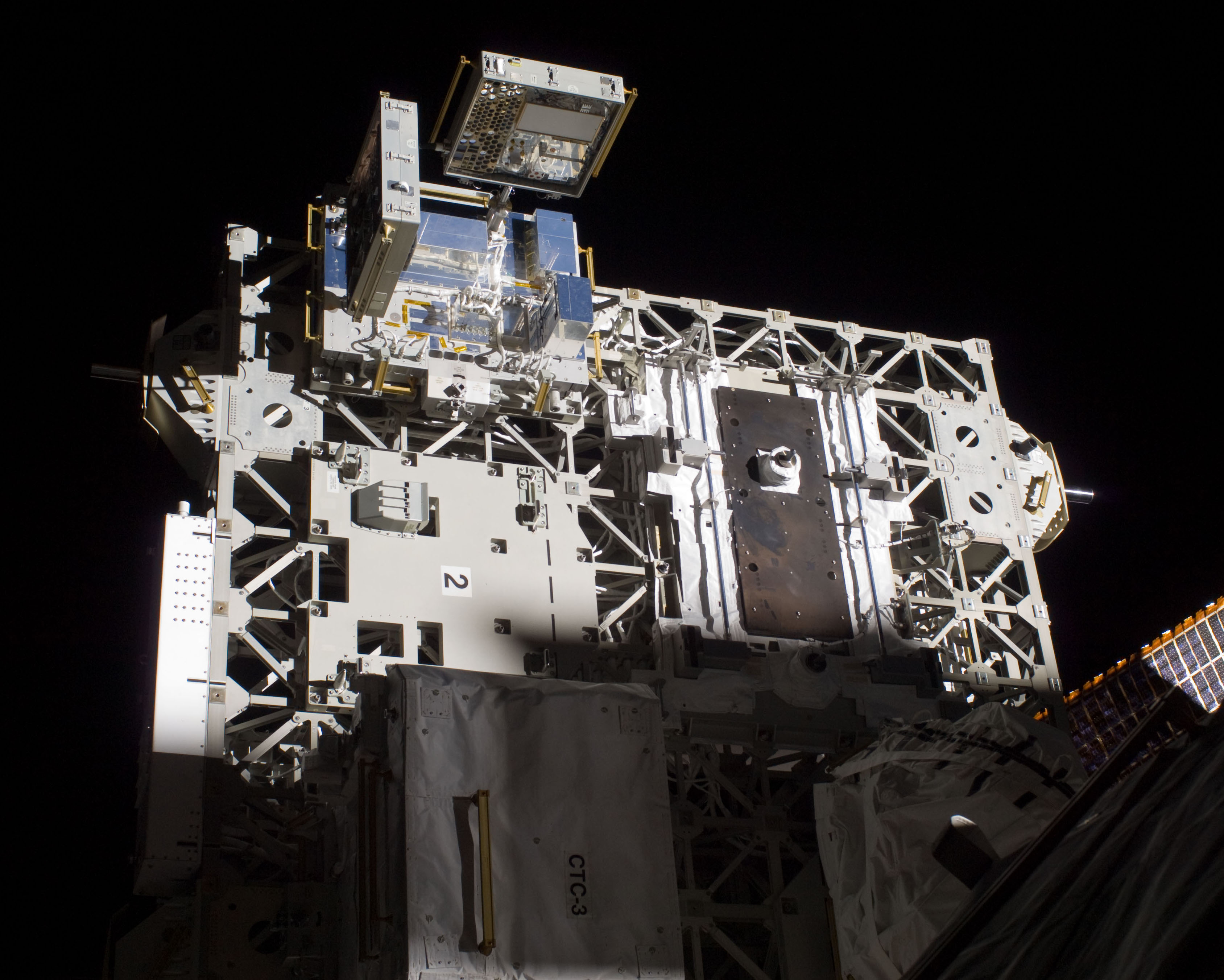
트러스에 부착된 ELC-2.

ExPRESS 보급 캐리어(ELC)는 외부 적재대와 유사하나, 화물을 추가로 적재할 수 있게끔 설계되었다. 외부 적재대와 다르게 보급 캐리어에서는 데이터 처리 및 프로그램 명령을 내릴 수 있다. 보급 캐리어는 철 격자 형태로, 컨테이너, 탑재물, 자이로스코프가 실리고, 경우에 따라 과학 실험 장비를 넣을 수도 있다. ELC 부품의 일부는 브라질 우주국에서 제작하였다. P3 트러스 아래쪽에 있는 1번 캐리어와 S3 트러스 위쪽에 있는 2번 캐리어는 2009년 11월 STS-129 임무로 운송되었고, P3 트러스 위쪽에 있는 3번 캐리어는 STS-134 승무원이, S3 트러스 아래쪽에 있는 4번 캐리어는 STS-133 승무원이 옮겼다.

### 알파 자기 분광계
알파 자기 분광계(AMS)는 S3 트러스에 설치되어 있는 입자물리 실험 장치로, 암흑물질과 반물질을 감지하는 것을 목적으로 한다. 알파 자기 분광계는 STS-134 임무를 통해 설치되었다.

### 이동 정비 시스템
이동 정비 시스템(MSS)의 부품은 캐나다 우주국이 공급하였으며, 이동 정비 시스템을 나르는 이동 장치는 노스럽 그러먼이 NASA와의 계약을 통해 제작하였다.

#### 캐나다암2
이동 정비 시스템의 중심이 되는 부품은 캐나다암2로, 우주정거장 원격 조종 시스템(SSRMS)이라고도 한다. 캐나다암2는 우주비행사가 옮기지 못하는 크고 무거운 탑재물을 옮길 수 있다. 중량 한계는 116,000 kg이며, 7도가량 움직일 수 있다. 캐나다암2는 어디에 붙어 로봇 팔의 어느 쪽 끝을 사용할지를 자유롭게 선택할 수 있다. 캐나다암2가 붙을 수 있는 갈고리가 데스티니, 하모니, 유니티 모듈과 이동 기반 시스템에 설치되어 있다. 캐나다암2는 2001년 초 STS-100 승무원이 설치하였다.

#### 특수 목적 능수능란 조작기
특수 목적 능수능란 조작기(SPDM)은 덱스터(Dextre)라고 줄여 부르며, 이동 기반 시스템이나 캐나다암2에 부착할 수 있는 팔이 2개 달린 로봇이다. 덱스터를 사용하면 궤도 교체 단위를 이동하는 등 우주비행사만 할 수 있는 작업을 수행할 수 있어, 우주비행사가 다른 일을 할 수 있게끔 해 준다. 덱스터가 주로 붙어 있는 곳은 데스티니 모듈이지만, 정거장에 설치된 갈고리 어디에나 붙어있을 수 있다. 덱스터가 들 수 있는 최대 무게는 600 kg이며, 15도 정도 자유롭게 움직일 수 있다. 덱스터는 STS-123 임무에서 정거장에 설치하였다.

#### 이동 기반 시스템
이동 기반 시스템(MBS)은 종합 트러스 구조에 설치된, 철도 차량과 유사하게 생긴 장치이다. 중량은 886 kg이며, 20,954 kg까지 옮길 수 있다. 이동 기반 시스템은 S3부터 P3 트러스까지 움직일 수 있으며 최대 속도는 2.5 cm/s이다. 이동 기반 시스템에는 갈고리 4개가 있어, 캐나다암2와 덱스터를 부착할 수 있고, 궤도 교체 단위를 싣는 장치도 있다. 자체적으로 컴퓨, 영상 분배 장치, 원격 전력 통제 모듈도 보유하고 있다. 이동 기반 시스템은 2002년 6월 STS-111이 정거장으로 가져왔다.

#### 강화 ISS 막대 조립
강화 ISS 막대 조립은 캐나다암2의 길이를 늘려 자세한 정비를 할 수 있게끔 해 주는 막대로, 막대 끝에는 화질이 몇 밀리미터 수준인 레이저와 카메라가 설치되어 있고, 핸드레일도 있어 우주비행사가 직접 잡고 이동할 수 있다.

## 제안 상태의 모듈
미국 궤도 부분을 확장하기 위한 모듈 여러 개가 현재 제안 상태이다.

### 거주 확장 모듈
거주 확장 모듈은 영국에서 건설하여 트랜퀄리티 모듈에 연결할 계획인 모듈로, 브리스틀 대학교의 항공 공학자 마크 헴셀의 주도로 연구가 이루어졌다. 모듈 계획은 영국 정부의 공식적인 지지를 받지 못했으며, 자금이 충분히 모였다는 가정 하에, 거주 확장 모듈은 2011년 발사될 예정이었다.

### 노드 4

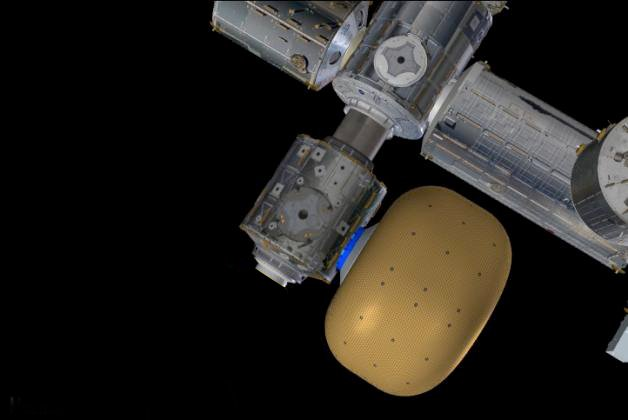
노드 4와 비글로 가팽창 활동 모듈의 상상도.

노드 4는 도킹 허브 시스템(DHS)이라고도 하며, 하모니 모듈의 앞쪽에 도킹할 예정이었던, 노드 구조 시험체(STA)를 사용해 개발할 예정이었던 모듈이다. 노드 구조 시험체는 ISS에 탑재할 기자재 시험 용도로서 사용하였으며 노드 1로서 정거장에 연결할 예정이었지만, 제작 중 구조적 문제가 발견되어 노드 2가 노드 1로서 발사되었고 노드 구조 시험체는 케네디 우주 센터의 창고에 보관되었다.
2011년 NASA에서는 40개월 간 노드 4를 개발해 2013년 후반에 발사할 계획을 세우고 있었다. 우주왕복선 계획이 종료됨에 따라, 노드 4를 발사할 때 애틀러스 V나 델타 IV를 사용하는 방안이 검토되었다.

### 원심력 실험
원심력이 신체에 미치는 영향과 역학적인 반응을 조사하기 위해, 노틸러스-X의 원심 실험을 ISS에서 진행할 계획이다.
실현된다면 최초로 우주에서 인공중력을 발생시키기 위한 규모를 갖춘 시설이 될 것으로, 델타 IV 헤비나 애틀러스 V로 발사될 예정이다. 실험 모듈의 총 비용은 8300만~1억 4300만 달러 (약 940억~1620억 원) 로 추산된다.

### XBASE
2016년 8월 비글로 에어로스페이스와 미국 항공우주국은 Next Space Technologies for Exploration Partnerships의 둘째 단계로서 B330을 기반으로 한 심우주 거주 시설을 개발하는 협약을 체결하였다. 모듈의 이름은 가팽창 비글로 고급 정거장 강화(XBASE)이며, '정거장 강화'인 이유는 비글로 에어로스페이스가 이 모듈을 국제우주정거장에 부착함으로서 실험하는 방안을 구상하고 있기 때문이다.

### 액시엄 궤도 부분
2020년 1월 7일 NASA에서는 액시엄 스페이스에게 국제우주정거장에 모듈 최대 3개를 연결할 수 있는 권한을 부여했다고 밝혔다. 2024년 발사가 예정된 첫 번째 모듈은 하모니 모듈의 앞쪽에 붙이는 방안이 추진되고 있는데, 이를 위해서는 PMA-2와 IDA-2를 옮겨야 한다. 액시엄 스페이스에서는 첫 번째 모듈을 중심으로 모듈 두 개를 붙인 다음, 우주비행사를 자체적으로 보내 모듈에서 거주한다는 구상을 하고 있다. 국제우주정거장이 퇴역하면 액시엄 모듈은 전력 모듈이나 에어락 등 다른 부품을 붙여 액시엄 상업용 우주 정거장을 만들 계획이다.

## 같이 보기
- 러시아 궤도 부분